# Timor oriental aux Jeux olympiques
Le Timor oriental participe officiellement aux Jeux olympiques depuis les Jeux olympiques d'été de 2004. 

Des athlètes du Timor oriental ont aussi participé aux Jeux olympiques d'été de 2000 sous l'intitulé Athlètes olympiques individuels, le Timor oriental n'ayant pas encore de comité olympique reconnu. 

Aucune médaille n'a été remportée par le pays depuis sa première participation.
Le Comité olympique est créé en 2003 et reconnu par le Comité international olympique la même année.

## Bilan général
| Année | Médaille d'or, Jeux olympiques | Médaille d'argent, Jeux olympiques | Médaille de bronze, Jeux olympiques | Total |
| 2000  | 0                              | 0                                  | 0                                   | 0     |
| 2004  | 0                              | 0                                  | 0                                   | 0     |
| 2008  | 0                              | 0                                  | 0                                   | 0     |
| 2012  | 0                              | 0                                  | 0                                   | 0     |
| 2016  | 0                              | 0                                  | 0                                   | 0     |
| 2020  | 0                              | 0                                  | 0                                   | 0     |
| 2024  | 0                              | 0                                  | 0                                   | 0     |
| Total | 0                              | 0                                  | 0                                   | 0     |

| Année | Médaille d'or, Jeux olympiques | Médaille d'argent, Jeux olympiques | Médaille de bronze, Jeux olympiques | Total |
| 2014  | -                              | -                                  | -                                   | -     |
| 2018  | -                              | -                                  | -                                   | -     |
| Total | 0                              | 0                                  | 0                                   | 0     |